# ماهیچه میان‌دنده درونی

ماهیچه میان‌دنده درونی

ماهیچه‌های میان‌دنده درونی از لبه‌های سطح داخلی دنده‌های قفسه سینه و همچنین از غضروف دنده (به انگلیسی: Costal cartilage) که در اصل از اجزای ستون مانند غضروف شفاف (به انگلیسی: hyaline cartilage) می‌باشد گسترش یافته و به قسمتی پایین‌تر از دنده بالایی متصل می‌شوند. در هر طرف از قفسهٔ سینه ۱۱ عدد ماهیچه میان‌دنده درونی وجود دارد. ماهیچه میان‌دنده توسط اعصاب میان‌دنده تنظیم می‌شوند و توسط سرخرگ‌ها و سیاهرگ‌های میان‌دنده نگهداری و ابقا می‌شوند.

## هنگام تنفس

### هنگامدم
ماهیچه میان‌دنده درونی شل می‌شود.
در دم به دلیل گسترش حجم درونی قفسه سینه و کم بودن غلظت هوا و اجزای آن مانند اکسیژن، هوا ی بیرون شش‌ها توسط واپخش به درون ششها وارد می‌شود.

### هنگامبازدم
ماهیچه میان‌دنده درونی به سمت درون و پایین منقبض می‌شود و قفسهٔ سینه را نیز در همین جهات حرکت می‌دهد که منجر به کوچک شدن فضای درونی قفسه سینه می‌شود.
در بازدم به دلیل کوچک شدن حجم درونی قفسه سینه و زیاد بودن غلظت هوا و اجزای آن مانند دی‌اکسید کربن، هوا ی درونی شش‌ها توسط پخش مولکولی به بیرون شش‌ها منتقل می‌شود.

## پیوندها
- ماهیچه میان‌دنده
- ماهیچه میان‌دنده برونی